# Élections cantonales de 2004 dans le Haut-Rhin
Les élections cantonales ont eu lieu les 21 et 28 mars 2004.
Lors de ces élections, 14 des 31 cantons du Haut-Rhin ont été renouvelés. Elles ont vu l'élection de la majorité UMP dirigée par Charles Buttner, succédant à Constant Goerg, président DVD du conseil général depuis 1998.

## Résultats à l’échelle du département
Répartition départementale des résultats (2e tour).
- PS (7,29 %)
- Verts (6,45 %)
- Divers (12,14 %)
- UMP (29,29 %)
- UDF (9,82 %)
- DVD (25,44 %)
- FN (8,21 %)
- EXD (1,37 %)

| Étiquette      | Étiquette                          | Premier tour | Premier tour | Second tour | Second tour | Sièges |
| Étiquette      | Étiquette                          | Voix         | %            | Voix        | %           | Sièges |
| -------------- | ---------------------------------- | ------------ | ------------ | ----------- | ----------- | ------ |
|                | Parti socialiste                   | 13 214       | 10,16        | 8 910       | 7,29        | 0      |
|                | Les Verts                          | 5 963        | 4,58         | 7 877       | 6,45        | 1      |
|                | Extrême gauche                     | 3 546        | 2,73         |             |             |        |
|                | Parti radical de gauche            | 1 593        | 1,22         |             |             |        |
|                | Parti communiste français          | 952          | 0,73         |             |             |        |
|                | Divers gauche                      | 323          | 0,25         |             |             |        |
| Gauche         | Gauche                             | 25 591       | 19,67        | 16 787      | 13,74       | 1      |
|                |                                    |              |              |             |             |        |
|                | Union pour un mouvement populaire  | 25 496       | 19,60        | 35 786      | 29,29       | 5      |
|                | Divers droite                      | 21 859       | 16,80        | 31 082      | 25,44       | 3      |
|                | Front national                     | 18 136       | 13,94        | 10 028      | 8,21        | 0      |
|                | Union pour la démocratie française | 10 934       | 8,41         | 11 996      | 9,82        | 1      |
|                | Extrême droite                     | 7 723        | 5,94         | 1 676       | 1,37        | 1      |
| Droite         | Droite                             | 84 148       | 64,19        | 90 568      | 74,13       | 10     |
|                |                                    |              |              |             |             |        |
|                | Divers                             | 14 943       | 11,49        | 14 833      | 12,14       | 3      |
|                |                                    |              |              |             |             |        |
|                | Écologistes divers                 | 5 394        | 4,15         |             |             |        |
|                |                                    |              |              |             |             |        |
| Inscrits       | Inscrits                           | 210 607      | 100,00       | 201 566     | 100,00      |        |
| Abstention     | Abstention                         | 74 992       | 35,61        | 70 377      | 34,92       |        |
| Votants        | Votants                            | 135 615      | 64,39        | 131 189     | 65,08       |        |
| Blancs et nuls | Blancs et nuls                     | 5 539        | 4.08         | 9 001       | 6,86        |        |
| Exprimés       | Exprimés                           | 130 076      | 95,92        | 122 188     | 93,14       |        |

## Résultats par canton

### Canton d'Altkirch
| Candidats      | Candidats          | Étiquette      | Premier tour | Premier tour | Second tour | Second tour |
| Candidats      | Candidats          | Étiquette      | Voix         | %            | Voix        | %           |
| -------------- | ------------------ | -------------- | ------------ | ------------ | ----------- | ----------- |
|                | Alphonse Hartmann* | UMP            | 3 757        | 36,01        | 4 265       | 41,32       |
|                | Patrick Binder     | FN             | 1 705        | 16,34        | 2 049       | 19,85       |
|                | Patrick Kettela    | DVD            | 1 686        | 16,16        | 4 009       | 38,84       |
|                | Philippe Steffen   | PS             | 1 605        | 15,38        |             |             |
|                | Jean Pluskota      | ECO            | 754          | 7,23         |             |             |
|                | Thierry Gross      | EXD            | 678          | 6,50         |             |             |
|                | Frédéric Curien    | EXG            | 249          | 2,39         |             |             |
|                |                    |                |              |              |             |             |
| Inscrits       | Inscrits           | Inscrits       | 16 801       | 100,00       | 16 841      | 100,00      |
| Abstention     | Abstention         | Abstention     | 5 868        | 34,93        | 5 956       | 35,37       |
| Votants        | Votants            | Votants        | 10 933       | 65,07        | 10 885      | 64,63       |
| Blancs et nuls | Blancs et nuls     | Blancs et nuls | 499          | 4,56         | 562         | 5,16        |
| Exprimés       | Exprimés           | Exprimés       | 10 434       | 95,44        | 10 323      | 94,84       |

*sortant

### Canton d'Andolsheim
| Candidats      | Candidats            | Étiquette      | Premier tour | Premier tour | Second tour | Second tour |
| Candidats      | Candidats            | Étiquette      | Voix         | %            | Voix        | %           |
| -------------- | -------------------- | -------------- | ------------ | ------------ | ----------- | ----------- |
|                | Éric Straumann       | UMP            | 2 378        | 20,01        | 6 599       | 61,56       |
|                | Robert Blatz         | DVD            | 1 719        | 14,47        | 4 120       | 38,44       |
|                | Bernard Gerber       | UMP            | 1 650        | 13,89        |             |             |
|                | Joseph de Pauw       | PS             | 1 522        | 12,81        |             |             |
|                | Bruno Haebig         | FN             | 1 395        | 11,74        |             |             |
|                | Hélène Baumert       | UDF            | 1 170        | 9,85         |             |             |
|                | Jean-Claude Kloepfer | DVD            | 733          | 6,17         |             |             |
|                | Christiane Ingold    | EXD            | 671          | 5,65         |             |             |
|                | Laetitia Rabih       | PRG            | 351          | 2,95         |             |             |
|                | Christian Rousset    | EXG            | 294          | 2,47         |             |             |
|                |                      |                |              |              |             |             |
| Inscrits       | Inscrits             | Inscrits       | 17 584       | 100,00       | 17 582      | 100,00      |
| Abstention     | Abstention           | Abstention     | 5 147        | 29,27        | 5 552       | 31,58       |
| Votants        | Votants              | Votants        | 12 437       | 70,73        | 12 030      | 68,42       |
| Blancs et nuls | Blancs et nuls       | Blancs et nuls | 554          | 4,45         | 1 311       | 10,90       |
| Exprimés       | Exprimés             | Exprimés       | 11 883       | 95,55        | 10 719      | 89,10       |

### Canton de Dannemarie
| Candidats      | Candidats           | Étiquette      | Premier tour | Premier tour |
| Candidats      | Candidats           | Étiquette      | Voix         | %            |
| -------------- | ------------------- | -------------- | ------------ | ------------ |
|                | Rémy With*          | DVD            | 3 102        | 55,16        |
|                | Martine Binder      | FN             | 1 011        | 17,98        |
|                | Claude Frey         | PS             | 624          | 11,10        |
|                | Colette Marchal     | ECO            | 413          | 7,34         |
|                | François Montarlier | EXD            | 323          | 5,74         |
|                | Bernadette Belot    | EXG            | 151          | 2,68         |
|                |                     |                |              |              |
| Inscrits       | Inscrits            | Inscrits       | 9 091        | 100,00       |
| Abstention     | Abstention          | Abstention     | 3 218        | 35,40        |
| Votants        | Votants             | Votants        | 5 873        | 64,60        |
| Blancs et nuls | Blancs et nuls      | Blancs et nuls | 249          | 4,24         |
| Exprimés       | Exprimés            | Exprimés       | 5 624        | 95,76        |

*sortant

### Canton d'Ensisheim
| Candidats      | Candidats          | Étiquette      | Premier tour | Premier tour | Second tour | Second tour |
| Candidats      | Candidats          | Étiquette      | Voix         | %            | Voix        | %           |
| -------------- | ------------------ | -------------- | ------------ | ------------ | ----------- | ----------- |
|                | Michel Habig*      | UMP            | 3 560        | 31,80        | 4 826       | 41,18       |
|                | Frédéric Binder    | FN             | 2 145        | 19,16        | 2 763       | 23,58       |
|                | Catherine Hoffarth | PS             | 2 003        | 17,89        | 4 131       | 35,25       |
|                | Daniel Stirmann    | SE             | 1 442        | 12,88        |             |             |
|                | Philippe Durand    | EXD            | 834          | 7,45         |             |             |
|                | Jean Bitterlin     | ECO            | 775          | 6,92         |             |             |
|                | Aime Sense         | EXG            | 437          | 3,90         |             |             |
|                |                    |                |              |              |             |             |
| Inscrits       | Inscrits           | Inscrits       | 17 841       | 100,00       | 17 843      | 100,00      |
| Abstention     | Abstention         | Abstention     | 6 080        | 34,08        | 5 632       | 31,56       |
| Votants        | Votants            | Votants        | 11 761       | 65,92        | 12 211      | 68,44       |
| Blancs et nuls | Blancs et nuls     | Blancs et nuls | 565          | 4,80         | 491         | 4,02        |
| Exprimés       | Exprimés           | Exprimés       | 11 196       | 95,20        | 11 720      | 95,98       |

*sortant

### Canton de Guebwiller
| Candidats      | Candidats            | Étiquette      | Premier tour | Premier tour | Second tour | Second tour |
| Candidats      | Candidats            | Étiquette      | Voix         | %            | Voix        | %           |
| -------------- | -------------------- | -------------- | ------------ | ------------ | ----------- | ----------- |
|                | Daniel Weber*        | UMP            | 3 116        | 36,89        | 3 839       | 44,05       |
|                | Jean-Claude Zwickert | PS             | 1 725        | 20,42        | 3 173       | 36,41       |
|                | Christian Schlosser  | FN             | 1 419        | 16,80        | 1 703       | 19,54       |
|                | Christian Weiss      | Verts          | 909          | 10,76        |             |             |
|                | Yannick Chaussat     | EXD            | 545          | 6,45         |             |             |
|                | Jean-Luc Chateaudon  | ECO            | 420          | 4,97         |             |             |
|                | Michel Schmidt       | EXG            | 312          | 3,69         |             |             |
|                |                      |                |              |              |             |             |
| Inscrits       | Inscrits             | Inscrits       | 14 070       | 100,00       | 14 070      | 100,00      |
| Abstention     | Abstention           | Abstention     | 5 240        | 37,24        | 4 964       | 35,28       |
| Votants        | Votants              | Votants        | 8 830        | 62,76        | 9 106       | 64,72       |
| Blancs et nuls | Blancs et nuls       | Blancs et nuls | 384          | 4,35         | 391         | 4,29        |
| Exprimés       | Exprimés             | Exprimés       | 8 446        | 95,65        | 8 715       | 95,71       |

*sortant

### Canton de Habsheim
| Candidats      | Candidats         | Étiquette      | Premier tour | Premier tour | Second tour | Second tour |
| Candidats      | Candidats         | Étiquette      | Voix         | %            | Voix        | %           |
| -------------- | ----------------- | -------------- | ------------ | ------------ | ----------- | ----------- |
|                | Charles Buttner*  | UDF            | 5 827        | 43,16        | 8 065       | 60,32       |
|                | Émilie Diss       | Verts          | 2 296        | 17,01        | 5 306       | 39,68       |
|                | Marie Lussaud     | FN             | 2 205        | 16,33        |             |             |
|                | Thomas Goepfert   | ECO            | 1 500        | 11,11        |             |             |
|                | Olivier Valet     | EXD            | 1 134        | 8,40         |             |             |
|                | Stephane Carsenty | EXG            | 538          | 3,99         |             |             |
|                |                   |                |              |              |             |             |
| Inscrits       | Inscrits          | Inscrits       | 23 388       | 100,00       | 23 388      | 100,00      |
| Abstention     | Abstention        | Abstention     | 9 393        | 40,16        | 9 160       | 39,17       |
| Votants        | Votants           | Votants        | 13 995       | 59,84        | 14 228      | 60,83       |
| Blancs et nuls | Blancs et nuls    | Blancs et nuls | 495          | 3,54         | 857         | 6,02        |
| Exprimés       | Exprimés          | Exprimés       | 13 500       | 96,46        | 13 371      | 93,98       |

*sortant

### Canton de Huningue
| Candidats      | Candidats            | Étiquette      | Premier tour | Premier tour | Second tour | Second tour |
| Candidats      | Candidats            | Étiquette      | Voix         | %            | Voix        | %           |
| -------------- | -------------------- | -------------- | ------------ | ------------ | ----------- | ----------- |
|                | Frédéric Striby*     | DVD            | 4 550        | 26,84        | 9 770       | 61,35       |
|                | Éric Wissler         | UMP            | 2 779        | 16,40        | 6 155       | 38,65       |
|                | Patricia Schillinger | PS             | 2 668        | 15,74        |             |             |
|                | Jean-Luc Johaneck    | SE             | 2 629        | 15,51        |             |             |
|                | René Curan           | FN             | 2 170        | 12,80        |             |             |
|                | Pascal Blum          | ECO            | 850          | 5,01         |             |             |
|                | Gilbert Ritter       | EXD            | 821          | 4,84         |             |             |
|                | Joaquim Pires Serra  | EXG            | 285          | 1,68         |             |             |
|                | Nicolas Boder        | EXD            | 198          | 1,17         |             |             |
|                |                      |                |              |              |             |             |
| Inscrits       | Inscrits             | Inscrits       | 30 854       | 100,00       | 30 853      | 100,00      |
| Abstention     | Abstention           | Abstention     | 13 260       | 42,98        | 13 231      | 42,88       |
| Votants        | Votants              | Votants        | 17 594       | 57,02        | 17 622      | 57,12       |
| Blancs et nuls | Blancs et nuls       | Blancs et nuls | 644          | 3,66         | 1 697       | 9,63        |
| Exprimés       | Exprimés             | Exprimés       | 16 950       | 96,34        | 15 925      | 90,37       |

*sortant

### Canton de Kaysersberg
| Candidats      | Candidats           | Étiquette      | Premier tour | Premier tour | Second tour | Second tour |
| Candidats      | Candidats           | Étiquette      | Voix         | %            | Voix        | %           |
| -------------- | ------------------- | -------------- | ------------ | ------------ | ----------- | ----------- |
|                | Gérard Cronenberger | SE             | 1 873        | 23,08        | 2 283       | 27,58       |
|                | Henri Stoll         | Verts          | 1 751        | 21,58        | 2 571       | 31,06       |
|                | Thierry Speitel     | DVD            | 1 704        | 21,00        | 2 271       | 27,43       |
|                | Hugues Spenlehauer  | UDF            | 1 255        | 15,47        | 1 153       | 13,93       |
|                | Valérie Hertzog     | FN             | 868          | 10,70        |             |             |
|                | Michel Ingold       | EXD            | 373          | 4,60         |             |             |
|                | Danièle Arnaud      | EXG            | 147          | 1,81         |             |             |
|                | Jacques Barthet     | PRG            | 143          | 1,76         |             |             |
|                |                     |                |              |              |             |             |
| Inscrits       | Inscrits            | Inscrits       | 12 350       | 100,00       | 12 351      | 100,00      |
| Abstention     | Abstention          | Abstention     | 3 906        | 31,63        | 3 703       | 29,98       |
| Votants        | Votants             | Votants        | 8 444        | 68,37        | 8 648       | 70,02       |
| Blancs et nuls | Blancs et nuls      | Blancs et nuls | 330          | 3,91         | 370         | 4,28        |
| Exprimés       | Exprimés            | Exprimés       | 8 114        | 96,09        | 8 278       | 95,72       |

### Canton de Sierentz
| Candidats      | Candidats             | Étiquette      | Premier tour | Premier tour | Second tour | Second tour |
| Candidats      | Candidats             | Étiquette      | Voix         | %            | Voix        | %           |
| -------------- | --------------------- | -------------- | ------------ | ------------ | ----------- | ----------- |
|                | Jean-Louis Lorrain*   | UMP            | 2 692        | 28,41        | 6 314       | 72,63       |
|                | Agnès Barth           | FN             | 1 269        | 13,39        | 2 379       | 27,37       |
|                | Daniel Adrian         | SE             | 1 213        | 12,80        |             |             |
|                | Jacques Ginther       | DVD            | 1 033        | 10,90        |             |             |
|                | Jean-Emmanuel Le Goff | PS             | 881          | 9,30         |             |             |
|                | Guy Picquet           | UDF            | 856          | 9,03         |             |             |
|                | Jean-Marc Babout      | ECO            | 682          | 7,20         |             |             |
|                | Maxime Boffy          | EXD            | 479          | 5,05         |             |             |
|                | Alain Million         | PRG            | 187          | 1,97         |             |             |
|                | Myriam Springaux      | EXG            | 184          | 1,94         |             |             |
|                |                       |                |              |              |             |             |
| Inscrits       | Inscrits              | Inscrits       | 15 479       | 100,00       | 15 480      | 100,00      |
| Abstention     | Abstention            | Abstention     | 5 656        | 36,54        | 5 745       | 37,11       |
| Votants        | Votants               | Votants        | 9 823        | 63,46        | 9 735       | 62,89       |
| Blancs et nuls | Blancs et nuls        | Blancs et nuls | 347          | 3,53         | 1 042       | 10,70       |
| Exprimés       | Exprimés              | Exprimés       | 9 476        | 96,47        | 8 693       | 89,30       |

*sortant

### Canton de Masevaux
| Candidats      | Candidats         | Étiquette      | Premier tour | Premier tour | Second tour | Second tour |
| Candidats      | Candidats         | Étiquette      | Voix         | %            | Voix        | %           |
| -------------- | ----------------- | -------------- | ------------ | ------------ | ----------- | ----------- |
|                | Jean-Luc Reitzer* | SE             | 1 896        | 33,23        | 2 600       | 45,49       |
|                | Guy Richard       | DVD            | 1 179        | 20,67        | 1 509       | 26,40       |
|                | Franck Dudt       | PS             | 953          | 16,70        | 1 606       | 28,10       |
|                | Catherine Portier | FN             | 700          | 12,27        |             |             |
|                | Michel Schmitt    | DVD            | 641          | 11,24        |             |             |
|                | Gérard Bukowski   | SE             | 226          | 3,96         |             |             |
|                | Françoise Ruch    | EXG            | 110          | 1,93         |             |             |
|                |                   |                |              |              |             |             |
| Inscrits       | Inscrits          | Inscrits       | 8 553        | 100,00       | 8 554       | 100,00      |
| Abstention     | Abstention        | Abstention     | 2 654        | 31,03        | 2 628       | 30,72       |
| Votants        | Votants           | Votants        | 5 899        | 68,97        | 5 926       | 69,28       |
| Blancs et nuls | Blancs et nuls    | Blancs et nuls | 194          | 3,29         | 211         | 3,56        |
| Exprimés       | Exprimés          | Exprimés       | 5 705        | 96,71        | 5 715       | 96,44       |

*sortant

### Canton de Munster
| Candidats      | Candidats            | Étiquette      | Premier tour | Premier tour | Second tour | Second tour |
| Candidats      | Candidats            | Étiquette      | Voix         | %            | Voix        | %           |
| -------------- | -------------------- | -------------- | ------------ | ------------ | ----------- | ----------- |
|                | Pierre Gsell         | SE             | 2 517        | 32,04        | 5 124       | 66,28       |
|                | Pierre Dischinger    | DVD            | 1 517        | 19,31        | 2 607       | 33,72       |
|                | Marc Georges         | UMP            | 1 359        | 17,30        | Retrait     | Retrait     |
|                | Serge Jaeggy         | PCF            | 767          | 9,76         |             |             |
|                | Andrée Bohl          | FN             | 665          | 8,46         |             |             |
|                | Jacques Cordonnier   | EXD            | 457          | 5,82         |             |             |
|                | Jean-Charles Sengele | UMP            | 284          | 3,61         |             |             |
|                | Fortune Serac        | PRG            | 159          | 2,02         |             |             |
|                | Vivette Michea       | EXG            | 132          | 1,68         |             |             |
|                |                      |                |              |              |             |             |
| Inscrits       | Inscrits             | Inscrits       | 12 567       | 100,00       | 12 567      | 100,00      |
| Abstention     | Abstention           | Abstention     | 4 337        | 34,51        | 4 343       | 34,56       |
| Votants        | Votants              | Votants        | 8 230        | 65,49        | 8 224       | 65,44       |
| Blancs et nuls | Blancs et nuls       | Blancs et nuls | 373          | 4,53         | 493         | 5,99        |
| Exprimés       | Exprimés             | Exprimés       | 7 857        | 95,47        | 7 731       | 94,01       |

### Canton de Saint-Amarin
| Candidats      | Candidats          | Étiquette      | Premier tour | Premier tour | Second tour | Second tour |
| Candidats      | Candidats          | Étiquette      | Voix         | %            | Voix        | %           |
| -------------- | ------------------ | -------------- | ------------ | ------------ | ----------- | ----------- |
|                | François Tacquard* | SE             | 2 222        | 32,19        | 3 275       | 45,57       |
|                | Jean-Jacques Weber | UDF            | 1 536        | 22,25        | 2 778       | 38,65       |
|                | Francis Allonas    | UMP            | 1 426        | 20,66        | Retrait     | Retrait     |
|                | Corine Burey       | FN             | 1 399        | 20,27        | 1 134       | 15,78       |
|                | Bertrand Dubs      | EXG            | 319          | 4,62         |             |             |
|                |                    |                |              |              |             |             |
| Inscrits       | Inscrits           | Inscrits       | 10 245       | 100,00       | 10 244      | 100,00      |
| Abstention     | Abstention         | Abstention     | 2 998        | 29,26        | 2 715       | 26,50       |
| Votants        | Votants            | Votants        | 7 247        | 70,74        | 7 529       | 73,50       |
| Blancs et nuls | Blancs et nuls     | Blancs et nuls | 345          | 4,76         | 342         | 4,54        |
| Exprimés       | Exprimés           | Exprimés       | 6 902        | 95,24        | 7 187       | 95,46       |

*sortant

### Canton de Sainte-Marie-aux-Mines
| Candidats      | Candidats        | Étiquette      | Premier tour | Premier tour | Second tour | Second tour |
| Candidats      | Candidats        | Étiquette      | Voix         | %            | Voix        | %           |
| -------------- | ---------------- | -------------- | ------------ | ------------ | ----------- | ----------- |
|                | Christian Chaton | ADA            | 1 210        | 27,18        | 1 676       | 34,74       |
|                | Claude Abel      | UMP            | 781          | 17,55        | 1 598       | 33,12       |
|                | Paul Drouillon   | SE             | 760          | 17,07        | 1 551       | 32,15       |
|                | Jacques Lœss*    | PRG            | 753          | 16,92        |             |             |
|                | Roland Quincieu  | DVG            | 323          | 7,26         |             |             |
|                | Brigitte Meyer   | UDF            | 290          | 6,52         |             |             |
|                | Anne Zimmerlin   | EXG            | 169          | 3,80         |             |             |
|                | Gilbert Zuber    | SE             | 165          | 3,71         |             |             |
|                |                  |                |              |              |             |             |
| Inscrits       | Inscrits         | Inscrits       | 7 302        | 100,00       | 7 305       | 100,00      |
| Abstention     | Abstention       | Abstention     | 2 652        | 36,32        | 2 263       | 30,98       |
| Votants        | Votants          | Votants        | 4 650        | 63,68        | 5 042       | 69,02       |
| Blancs et nuls | Blancs et nuls   | Blancs et nuls | 199          | 4,28         | 217         | 4,30        |
| Exprimés       | Exprimés         | Exprimés       | 4 451        | 95,72        | 4 825       | 95,70       |

*sortant

### Canton de Wintzenheim
| Candidats      | Candidats           | Étiquette      | Premier tour | Premier tour | Second tour | Second tour |
| Candidats      | Candidats           | Étiquette      | Voix         | %            | Voix        | %           |
| -------------- | ------------------- | -------------- | ------------ | ------------ | ----------- | ----------- |
|                | Guy Daessle         | DVD            | 2 142        | 22,46        | 3 763       | 41,88       |
|                | Jacques Cattin      | DVD            | 1 853        | 19,43        | 3 033       | 33,75       |
|                | Pierre Knittel*     | UMP            | 1 714        | 17,97        | 2 190       | 24,37       |
|                | Danielle Rubrecht   | PS             | 1 233        | 12,93        |             |             |
|                | Bernard Naili       | FN             | 1 185        | 12,42        |             |             |
|                | Christophe Hartmann | Verts          | 1 007        | 10,56        |             |             |
|                | Pascal Neuschwanger | EXG            | 219          | 2,30         |             |             |
|                | Guy Buecher         | PCF            | 185          | 1,94         |             |             |
|                |                     |                |              |              |             |             |
| Inscrits       | Inscrits            | Inscrits       | 14 482       | 100,00       | 14 488      | 100,00      |
| Abstention     | Abstention          | Abstention     | 4 583        | 31,65        | 4 485       | 30,96       |
| Votants        | Votants             | Votants        | 9 899        | 68,35        | 10 003      | 69,04       |
| Blancs et nuls | Blancs et nuls      | Blancs et nuls | 361          | 3,65         | 1 017       | 10,17       |
| Exprimés       | Exprimés            | Exprimés       | 9 538        | 96,35        | 8 986       | 89,83       |

*sortant